# Альпийский институт Вильдеманетт
Альпийский институт Видеманетт (фр. Institut Alpin Videmanette) — пансион для девушек в муниципалитете Ружмон, Швейцария, где преподавались лыжи, кулинария, шитье одежды и французский язык.
В 1973 году учебное заведение возглавила семейная пара Йерсинов (фр. Yersin). Согласно отчётам, в 1981 году возрастной диапазон учеников составлял от 16 до 20 лет, а преподавание учебных программ велось на французском языке. Основные помещения находились в замке Шато-д’Ё (фр. Château-d'Œx).
В середине 1980-х в пансионе проживала и обучалась Тамара Меллон, в будущем соосновательница модного дома Jimmy Choo. В то время учебное заведение всё ещё возглавляла мадам Йерсин, а кроме Меллон в пансионе проживало ещё 60 девушек. Позже Меллон напишет: «Предполагалось, что учащиеся здесь сплошь тупицы, и что их единственная надежда была в том, чтобы стать хорошим „поставщиком услуг“». В те времена в институте была комната для курения, а зимой каждый день после обеда проходили катания на лыжах. Ученицы пансиона часто встречались с парнями из Института Ле Розе в ночном клубе в Гштаде (зимний кампус пансиона для юношей находился неподалёку).
Закрыт в 1991 году.

## Известные выпускники
- Диана, принцесса Уэльская[1][2] — принцесса Великобритании.
- Ирина Греческая — принцесса Греческая и Датская
- Петтифер, Тигги[8] — няня, компаньонка принца Уильяма